# Okenia purpurata
Okenia purpurata Rudman, 2004 è un mollusco nudibranchio della famiglia Goniodorididae.
Il nome deriva dal latino purpuratus, cioè vestito di porpora, per il colore e l'aspetto.

## Distribuzione e habitat
Rinvenuta al largo delle coste orientali del Nuovo Galles del Sud.